# 리만 재배열 정리
실해석학에서 리만 재배열 정리(-再配列定理, 영어: Riemann series theorem, Riemann rearrangement theorem)는 실수항의 조건 수렴 급수의 항의 순서를 적절히 변경하여 임의의 실수 또는 음과 양의 무한대로 수렴하도록 만들 수 있다는 정리이다. 이 정리는 유한 개의 실수의 덧셈에 대한 교환 법칙이 무한 개의 실수에 대하여 성립하지 않는다는 것보다 더 많은 내용을 담는다.

## 정의
실수항 급수
{\displaystyle \sum _{n=0}^{\infty }x_{n}\qquad (x_{n}\in \mathbb {R} )}
가 조건 수렴한다고 하자. 리만 재배열 정리에 따르면, 임의의 확장된 실수 {\displaystyle s\in \mathbb {R} \cup \{-\infty ,\infty \}}에 대하여, 다음을 만족시키는 순열 {\displaystyle \sigma \colon \mathbb {N} \to \mathbb {N} }이 존재한다.:6, §1.1, Theorem 1.1.3:193, §8.2, Theorem 8.2.8
{\displaystyle \sum _{n=0}^{\infty }x_{\sigma (n)}=s}

## 증명
자연수(음이 아닌 정수)의 집합 {\displaystyle \mathbb {N} }을 다음과 같이 분할하자.
{\displaystyle \mathbb {N} =\{m_{0},m_{1},m_{2},\dots \}\cup \{n_{0},n_{1},n_{2},\dots \}}
{\displaystyle x_{m_{k}}\geq 0\qquad \forall k}
{\displaystyle x_{n_{k}}<0\qquad \forall k}
그렇다면,
{\displaystyle \sum _{k=0}^{\infty }x_{m_{k}}=\infty }
{\displaystyle \sum _{k=0}^{\infty }x_{n_{k}}=-\infty }
임을 보일 수 있다. (만약 두 급수가 모두 실수로 수렴한다면, {\displaystyle \textstyle \sum _{n=0}^{\infty }x_{n}}은 절대 수렴하므로 모순이다. 만약 두 급수가 하나는 무한대로 발산하고 하나는 실수로 수렴한다면, {\displaystyle \textstyle \sum _{n=0}^{\infty }x_{n}}은 무한대로 발산하므로 모순이다.) 특히, {\displaystyle \{m_{0},m_{1},\dots \}}와 {\displaystyle \{n_{0},n_{1},\dots \}}는 모두 무한 집합이다.
이제, 급수가 {\displaystyle s}로 수렴하도록 항을 재배열하는 방법을 찾자. 편의상 {\displaystyle s\geq 0}이라고 하자. 우선
{\displaystyle \sum _{k=0}^{i_{0}-1}x_{m_{k}}\leq s<\sum _{k=0}^{i_{0}}x_{m_{k}}}
인 자연수 {\displaystyle i_{0}\in \mathbb {N} }를 취할 수 있다. 이 경우
{\displaystyle s<\sum _{k=0}^{i_{0}}x_{m_{k}}\leq s+x_{m_{i_{0}}}}
이다. 이제
{\displaystyle \sum _{k=0}^{i_{0}}x_{m_{k}}+\sum _{k=0}^{j_{0}}x_{n_{k}}<s\leq \sum _{k=0}^{i_{0}}x_{m_{k}}+\sum _{k=0}^{j_{0}-1}x_{n_{k}}}
인 자연수 {\displaystyle j_{0}\in \mathbb {N} }을 취하자. 그렇다면 마찬가지로
{\displaystyle s+x_{n_{j_{0}}}\leq \sum _{k=0}^{i_{0}}x_{m_{k}}+\sum _{k=0}^{j_{0}}x_{n_{k}}<s}
가 성립한다. 위와 같은 과정을 반복하면 다음을 만족시키는 자연수열 {\displaystyle (i_{r})_{r=0}^{\infty }} 및 {\displaystyle (j_{r})_{r=0}^{\infty }}을 얻는다.
{\displaystyle i_{0}<i_{1}<i_{2}<\cdots }
{\displaystyle j_{0}<j_{1}<j_{2}<\cdots }
{\displaystyle s<\sum _{k=0}^{i_{r}}x_{m_{k}}+\sum _{k=0}^{j_{r-1}}x_{n_{k}}\leq s+x_{m_{i_{r}}}\qquad \forall r\in \mathbb {N} }
{\displaystyle s+x_{n_{j_{r}}}\leq \sum _{k=0}^{i_{r-1}}x_{m_{k}}+\sum _{k=0}^{j_{r}}x_{n_{k}}<s\qquad \forall r\in \mathbb {N} }
이제, 순열 {\displaystyle \sigma \colon \mathbb {N} \to \mathbb {N} }을 다음과 같이 정의하자.
{\displaystyle (\sigma (n))_{n=0}^{\infty }=(m_{0},m_{1},\dots ,m_{i_{0}},n_{0},n_{1},\dots ,n_{j_{0}},m_{i_{0}+1},m_{i_{0}+2},\dots ,m_{i_{1}},n_{j_{0}+1},n_{j_{0}+2},\dots ,n_{j_{1}},\dots )}
그렇다면, 임의의 {\displaystyle K\in \mathbb {N} }에 대하여,
{\displaystyle \left|\sum _{n=0}^{\sigma ^{-1}(m_{K})}x_{\sigma (n)}-s\right|=\left|\sum _{k=0}^{K}x_{m_{k}}+\sum _{k=0}^{j_{r}}x_{n_{k}}-s\right|<x_{m_{i_{r}}}\qquad (i_{r-1}<K\leq i_{r})}
{\displaystyle \left|\sum _{n=0}^{\sigma ^{-1}(n_{K})}x_{\sigma (n)}-s\right|=\left|\sum _{k=0}^{i_{r}}x_{m_{k}}+\sum _{k=0}^{K}x_{n_{k}}-s\right|<-x_{n_{j_{r}}}\qquad (j_{r-1}<K\leq j_{r})}
이므로
{\displaystyle {\begin{aligned}\limsup _{N\to \infty }\left|\sum _{n=0}^{N}x_{\sigma (n)}-s\right|&\leq \limsup _{K\to \infty }\max \left\{\left|\sum _{n=0}^{\sigma ^{-1}(m_{K})}x_{\sigma (n)}-s\right|,\left|\sum _{n=0}^{\sigma ^{-1}(n_{K})}x_{\sigma (n)}-s\right|\right\}\\&\leq \limsup _{r\to \infty }\max\{x_{m_{i_{r}}},-x_{n_{j_{r}}}\}\\&=0\end{aligned}}}
이다. 즉,
{\displaystyle \sum _{n=0}^{\infty }x_{\sigma (n)}=s}
이다.

## 예
조화 급수에 대응하는 교대 급수
{\displaystyle \sum _{n=1}^{\infty }(-1)^{n-1}{\frac {1}{n}}}
를 생각하자. 이 급수는 {\displaystyle \ln 2}로 수렴한다. 그러나 하나의 양의 실수항과 2개의 음의 실수항을 번갈아 가며 배열하여 얻는 새로운 급수는 {\displaystyle \textstyle {\frac {1}{2}}\ln 2}로 수렴한다.
{\displaystyle {\begin{aligned}1-{\frac {1}{2}}-{\frac {1}{4}}+{\frac {1}{3}}-{\frac {1}{6}}-{\frac {1}{8}}+{\frac {1}{5}}-{\frac {1}{10}}-{\frac {1}{12}}+\cdots ={}&\left(1-{\frac {1}{2}}\right)-{\frac {1}{4}}+\left({\frac {1}{3}}-{\frac {1}{6}}\right)-{\frac {1}{8}}\\&+\left({\frac {1}{5}}-{\frac {1}{10}}\right)-{\frac {1}{12}}+\cdots \\={}&{\frac {1}{2}}\left(1-{\frac {1}{2}}+{\frac {1}{3}}-{\frac {1}{4}}+{\frac {1}{5}}-{\frac {1}{6}}+\cdots \right)\\={}&{\frac {1}{2}}\ln 2\end{aligned}}}

## 역사
베른하르트 리만의 이름을 땄다.